# مجلة المستقبل الفلسطينية
مجلة المستقبل هي مجلة سياسية وادبية، أصدرها خيري حماد وصبحي الطاهر، رئيس التحرير هو خيري حماد والمدير العام صبحي الطاهر، طبعت المجلة في مطبعة النصر بيافا وكان عدد صفحاتها 38 صفحة. صدر العدد الأول منها في يوم 7 كانون الاول 1945 في يافا. وبعد بضعة أشهر انتقلت المجلة إلى القدس وظلت تصدر فيها لمدة وجيزة، ثم توقفت عن الصدور. كان العدد الأخير الذي صدر في يافا هو العدد ال-21 للمجلة يوم 31 ايار 1947. ثم توقفت نهائياً عن الصدور في يوم 30 تشرين الثاني عام 1947، بسبب مصاعب ومشاكل اقتصادية. كان العدد الأخير للمجلة هو العدد 33 الذي صدر في ذلك التاريخ.

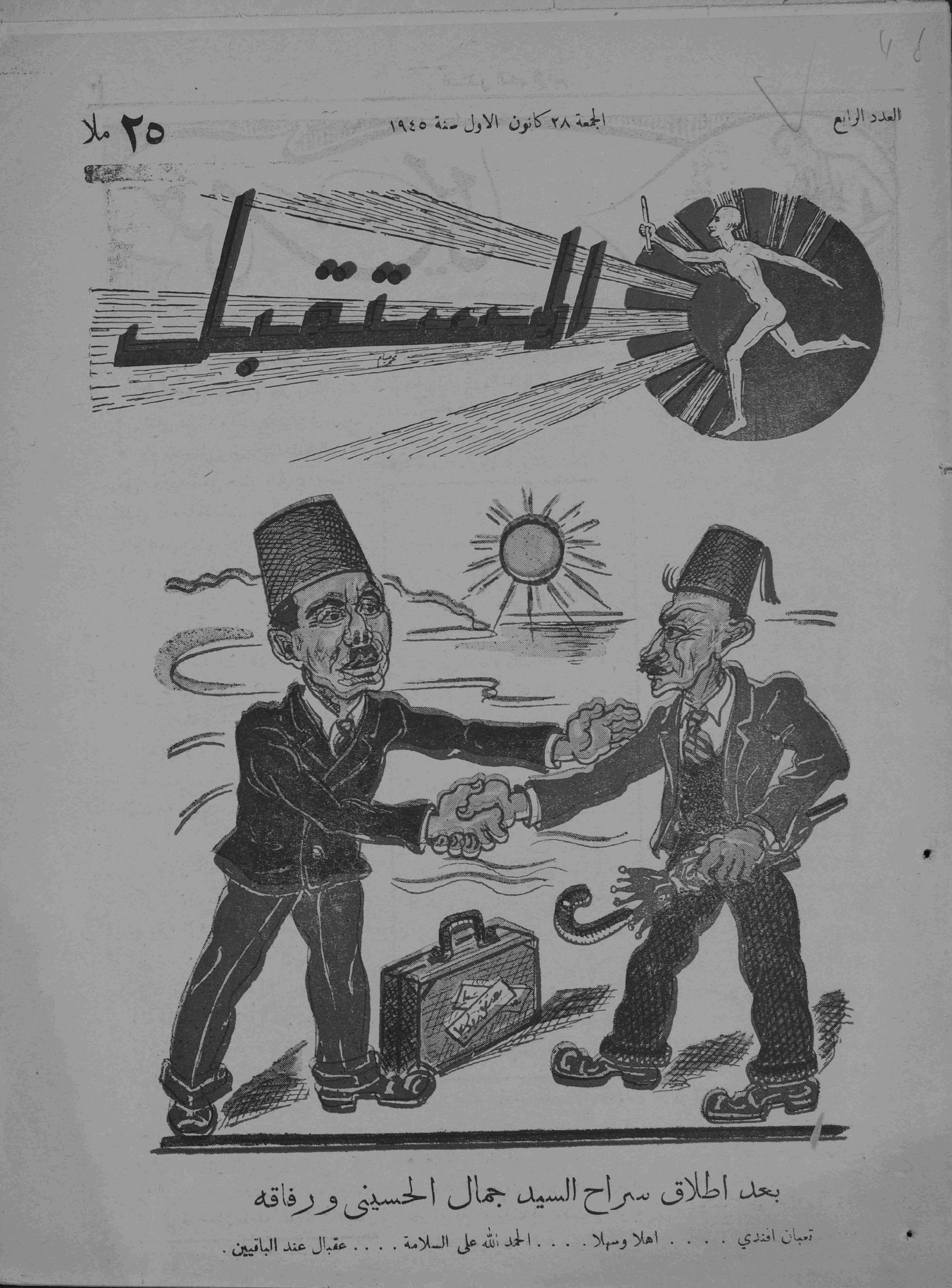
غلاف مجلة المستقبل الفلسطينية

بادر الصحافي خيري حسني حمّاد، خريج الجامعة الأمريكية في بيروت (1936)، إلى تأسيس المجلة حينما كان يقيم في يافا في سنة 1945. وبين السنتين 1943-1946 شغل منصب رئيس التحرير لصحيفة الدفاع. كما وشغل مناصب إدارية عديدة في صحف مختلفة في فلسطين والأردن ولبنان وسوريا ومصر. نشر كتب سياسية عديدة، وعاش في العقد الأخير لحياته في القاهرة وهناك تفرّغ لترجمة أعمال إبداعية من الإنجليزية والفرنسية، إضافة إلى ترجمة كتب في الفكر السياسي وعلم الاجتماع السياسي. توفى في القاهرة في شباط 1972 على أثر نوبة قلبية.

## زوايا المجلة ومجالاتها
كانت مجلة «المستقبل» تعتبر من المجلات الظريفة التي خصصت زوايا عديدة، ومجالاً واسعاً للرسوم الكاريكاتورية، وصور الراقصات والفتيات الجميلات وهي عبارة عن صور اختارها المحرر من المجلات السينيمائية، وقد حاولت هذه المجلة ان تحاكي المجلات المصرية، ومن زواياها البارزة: حدث معي، الموقف السياسي، أنباء وأخبار السياسة، رسالة إلى الشباب، حكايات قالوا وكتبوا، سينما وإذاعة، في المجتمع وغيرها من الزوايا والمجالات.
وقد أكثرت مجلة «المستقبل» من ترجمة الاخبار والمقالات عن الصحف العبرية وهذه الترجمات كانت تنشر من دون ذكر الجريدة أو المجلة التي نقلت منها الأخبار. كما أن المجلة واظبت على نشر بعض الزوايا الأخرى الدائمة مثل الزاوية السياسية الإخبارية، وزاوية القضايا الاجتماعية.